# Giro do Interior de São Paulo de 2014
O Giro do Interior de São Paulo de 2014 foi a 7ª edição do Giro do Interior de São Paulo, competição ciclística profissional por etapas realizada no estado de São Paulo, em torno da cidade de Barra Bonita, disputado de 21 a 23 de março de 2014. A competição teve 3 etapas, percorrendo uma distância total de 249 quilômetros. Como nas duas edições anteriores, a competição inicialmente estava inscrita como um evento 2.2 no circuito UCI America Tour, mas veio a ser removida do calendário da UCI, tomando parte no Calendário Brasileiro de Ciclismo como uma prova classe 2 (provas por etapas nacionais).
Gregory Panizo (Clube DataRo de Ciclismo) venceu a classificação geral, apenas 2 segundos à frente de André de Souza Almeida (Funvic Brasilinvest - São José dos Campos) e Diego Ares (GRCE Memorial - Prefeitura de Santos). O evento foi iniciado por um prólogo de 1100 metros, vencido por João Marcelo Gaspar (Ironage - Colner), a exemplo do ocorrido na edição de 2013 da prova. A etapa seguinte terminou no Alto do Cristo, subida que viu Alan Maniezzo (São Lucas Saúde - Giant - Americana) conquistar a vitória de etapa isolado e assumir a liderança da classificação geral. Entretanto, a prova só seria decidida na última etapa. 5 ciclistas formaram uma fuga que alcançou a chegada 31 segundos à frente do pelotão do líder. Maurício Knapp (São Francisco Saúde - Ribeirão Preto) ficou com a vitória de etapa, mas foi Gregory Panizo, que era o melhor colocado dos 5 na classificação geral antes da etapa, que levou a camisa rosa. André de Souza Almeida e Diego Ares também eram parte da fuga e ascenderam a 2ª e 3ª colocações, respectivamente, enquanto Maniezzo teve que se contentar com o 4º lugar.
A classificação por pontos foi vencida por André de Souza Almeida. Na classificação de montanha, 5 ciclistas terminaram empatados na liderança, com os critérios de desempate garantindo a vitória dessa classificação para Otávio Bulgarelli. A Funvic Brasilinvest - São José dos Campos foi a campeã por equipes, assumindo a liderança na etapa final. Em todas as etapas, houve troca de líderes nas classificações; nenhum líder de qualquer classificação conseguiu manter a liderança por mais de uma etapa.

## Classificação e Bonificações
A Classificação Geral Individual é a principal da competição. É atribuída calculando-se o tempo total gasto por cada corredor, isto é, adicionando-se os tempos de cada etapa. O corredor com o menor tempo é considerado o líder no momento, e, ao final do evento, é declarado o vencedor geral do Giro. Durante a corrida, o líder da classificação geral usa uma camisa rosa, em homenagem ao Giro d'Italia (que também tem seu líder geral distinguido por uma camisa rosa). Nesta edição da competição, bônus de 10, 6 e 4 segundos são dados aos 3 primeiros colocados de cada etapa. Bônus de 3, 2 e 1 segundos são dados aos 3 primeiros ciclistas em cada meta volante.
 A camisa vermelha é atribuída ao líder da Classificação por Pontos, ou metas, que podem ser conquistados no fim das etapas ou durante estas através das metas volantes. Os 5 primeiros colocados em cada etapa recebem 10, 7, 5, 3 e 2 pontos, respectivamente. Os 3 primeiros ciclistas em cada meta volante recebem 5, 3 e 2 pontos.
 Ao líder da Classificação de Montanha, é atribuída a camiseta verde. No topo das subidas categorizadas da prova, atribuem-se pontos aos primeiros a chegar no topo; quem tiver mais pontos é o líder de montanha. Os primeiros 3 ciclistas a atingir o ápice de cada subida recebem 6, 4 e 2 pontos para a classificação de montanha.
Por fim, a Classificação de Equipes soma os tempos dos 3 primeiros ciclistas de cada equipe em cada etapa.

## Etapas
| Etapa | Data     | Trajeto                                          | Distância | Vencedor            |
| ----- | -------- | ------------------------------------------------ | --------- | ------------------- |
| P     | 21 Março | Prólogo - Barra Bonita (CRI )                    | 1,1 km    | João Marcelo Gaspar |
| 1     | 22 Março | Barra Bonita - Borebí - Agudos - Barra Bonita    | 126 km    | Alan Maniezzo       |
| 2     | 23 Março | Barra Bonita - Vanglória - Luwart - Barra Bonita | 122 km    | Maurício Knapp      |

## Equipes
A competição reuniu 15 equipes, totalizando 82 atletas na categoria elite.
| Funvic Brasilinvest - São José dos Campos São Francisco Saúde - Açúcar Caravelas - Ribeirão Preto Equipe UFF de Ciclismo Clube DataRo de Ciclismo - Bottecchia Ironage - Colner São Lucas Saúde - Giant - Americana GRCE Memorial - Prefeitura de Santos Velo - Seme Rio Claro | Clube Maringaense de Ciclismo ADF - Bauducco - JKS - SIL - Guarulhos Route Bike - Giant Team Associação Radical Sports Club - Boituva Equipe Mista Office Bike - Massas Floriani - Arapongas ECT - Equipe de Ciclismo de Taubaté |

## Resultados

### Prólogo:Barra Bonita
O Giro do Interior de 2014 foi aberto por um prólogo noturno de 1.200 metros no centro de Barra Bonita, realizado sexta-feira, 21 de março de 2014. Assim como no ano anterior, a vitória ficou com João Marcelo Gaspar, que completou o percurso em 1m 42s 561. 54 milésimos mais lento, a segunda colocação ficou com Flávio Cardoso, vencedor do prólogo da prova em 2011. Com isso, João Gaspar se tornou o primeiro líder da classificação geral individual, ao passo que a GRCE Memorial - Prefeitura de Santos conquistou a liderança da classificação por equipes, colocando ciclistas na 5ª, 6ª e 10ª colocações.
|   | País   | Ciclista            | Equipe                                    | Tempo      |
| - | ------ | ------------------- | ----------------------------------------- | ---------- |
| 1 | Brasil | João Marcelo Gaspar | Ironage - Colner                          | 1' 42" 561 |
| 2 | Brasil | Flávio Cardoso      | Funvic Brasilinvest - São José dos Campos | + 0" 054   |
| 3 | Brasil | José Jailson Diniz  | Route Bike - Giant Team                   | + 0" 526   |
| 4 | Brasil | Edson Ponciano      | Ironage - Colner                          | + 0" 959   |
| 5 | Brasil | Endrigo Pereira     | GRCE Memorial - Prefeitura de Santos      | + 1" 072   |

|   | País   | Ciclista            | Equipe                                    | Tempo  |
| - | ------ | ------------------- | ----------------------------------------- | ------ |
| 1 | Brasil | João Marcelo Gaspar | Ironage - Colner                          | 1' 42" |
| 2 | Brasil | Flávio Cardoso      | Funvic Brasilinvest - São José dos Campos | + 0"   |
| 3 | Brasil | José Jailson Diniz  | Route Bike - Giant Team                   | + 1"   |
| 4 | Brasil | Edson Ponciano      | Ironage - Colner                          | + 1"   |
| 5 | Brasil | Endrigo Pereira     | GRCE Memorial - Prefeitura de Santos      | + 1"   |

### Etapa 1:Barra Bonita-Borebí-Agudos-Barra Bonita
A segunda etapa da competição - a primeira etapa de estrada - foi realizada no dia 22 de março, em uma rota que saia de Barra Bonita, passava por Borebí e Agudos e retornava a Barra Bonita em 126,3 quilômetros. A chegada da etapa foi no Alto do Cristo, uma seletiva subida de cerca de 5 quilômetros que prometia ser decisiva na classificação geral. Na última vez que havia sido incluída no percurso, em 2012, Alex Diniz atacou na subida e venceu a etapa com mais de 30 segundos de vantagem para o segundo colocado, posteriormente conquistando a classificação geral da prova.
Durante a maior parte da etapa, a Ironage - Colner, equipe do líder João Marcelo Gaspar, ditou o ritmo do pelotão, evitando fugas que colocassem em perigo a camisa rosa. Gideoni Monteiro (São Francisco Saúde - Ribeirão Preto) protagonizou por alguns quilômetros uma fuga solitária, durante a qual conquistou a única meta volante do dia, sendo alcançado pelo pelotão logo em seguida. Além da meta volante da classificação por pontos, houve duas metas de montanha; a primeira foi vencida por Renato Ruiz (Funvic Brasilinvest - São José dos Campos) e a segunda, por Raphael Mendes (Equipe UFF de Ciclismo). Ambos ciclistas terminaram o dia na empatados na classificação de montanha com 6 pontos, mas os critérios de desempate favoreceram Raphael, que ficou com a liderança da disputa pela camisa verde de melhor montanhista.
Sem o predomínio de nenhuma fuga, a etapa foi decidida na subida final. Alan Maniezzo (São Lucas Saúde - Giant - Americana) se desgarrou dos demais e conquistou a etapa e a liderança das classificações geral e por pontos. Assim, repetiu-se a situação do ano anterior, na qual Maniezzo também havia alcançado a liderança geral e por pontos após a primeira etapa. O camisa rosa João Marcelo Gaspar foi o segundo, cruzando a linha de chegada 4 segundos após Maniezzo. Com isso, Gaspar caiu para a segunda colocação geral, com uma diferença de 3 segundos para o novo líder. Na classificação por equipes, a líder GRCE Memorial - Prefeitura de Santos caiu para a 9ª colocação, com o Clube DataRo de Ciclismo assumindo a liderança da classificação.
|   | País   | Ciclista            | Equipe                                    | Tempo      |
| - | ------ | ------------------- | ----------------------------------------- | ---------- |
| 1 | Brasil | Alan Maniezzo       | São Lucas Saúde - Giant - Americana       | 2h 52' 01" |
| 2 | Brasil | João Marcelo Gaspar | Ironage - Colner                          | + 4"       |
| 3 | Brasil | Roberto Pinheiro    | Funvic Brasilinvest - São José dos Campos | + 6"       |
| 4 | Brasil | Jeovane Oliveira    | São Francisco Saúde - Ribeirão Preto      | + 7"       |
| 5 | Brasil | José Jailson Diniz  | Route Bike - Giant Team                   | + 8"       |

|   | País   | Ciclista            | Equipe                                    | Tempo      |
| - | ------ | ------------------- | ----------------------------------------- | ---------- |
| 1 | Brasil | Alan Maniezzo       | São Lucas Saúde - Giant - Americana       | 2h 53' 38" |
| 2 | Brasil | João Marcelo Gaspar | Ironage - Colner                          | + 3"       |
| 3 | Brasil | Roberto Pinheiro    | Funvic Brasilinvest - São José dos Campos | + 10"      |
| 4 | Brasil | José Jailson Diniz  | Route Bike - Giant Team                   | + 14"      |
| 5 | Brasil | Jeovane Oliveira    | São Francisco Saúde - Ribeirão Preto      | + 16"      |

### Etapa 2:Barra Bonita-Vanglória-Luwart-Barra Bonita
Realizada no dia 23 de março, a etapa final do Giro do Interior teve largada e chegada em Barra Bonita, percorrendo 121,8 quilômetros entre distritos e municípios da região como Vanglória, Luwart e Macatuba. A etapa apresentava uma meta volante e duas metas de montanha. Um forte vento seria um fator dificultante para os ciclistas.
No começo da etapa, Antoelson Dornelles (São Francisco Saúde - Ribeirão Preto) atacou e, solitário na liderança, cruzou a primeira meta de montanha em primeiro. No pelotão, a São Lucas Saúde - Giant - Americana, equipe do líder Alan Maniezzo, tentava controlar os escapados, mas a dificuldade do percurso logo foi selecionando o pelotão principal e diminuindo o número de ciclistas da equipe disponíveis para ditar o ritmo, dando brechas para ataques de outras equipes.
Aproveitando-se disso, três ciclistas partiram em fuga e abriram vantagem considerável: Otávio Bulgarelli (Funvic Brasilinvest - São José dos Campos), Maurício Knapp (São Francisco Saúde - Ribeirão Preto) e Murilo Ferraz (Ironage - Colner). Eles posteriormente seriam alcançados por André de Souza Almeida (Funvic Brasilinvest - São José dos Campos), Diego Ares (GRCE Memorial - Prefeitura de Santos) e Gregory Panizo (Clube DataRo de Ciclismo), formando um grupo escapado de 6 ciclistas. O grupo cruzou em primeiro a única meta volante do dia, vencida por André Souza de Almeida, e a segunda meta de montanha, vencida por Otávio Bulgarelli. Aproximando-se da chegada em Barra Bonita, o grupo havia sido reduzido para 5 ciclistas, com Murilo Ferraz tendo sido deixado para trás (ele seria alcançado e ultrapassado pelo pelotão principal). Dos cinco, o mais perigoso para a liderança de Alan Maniezzo era Gregory Panizo, que antes da etapa encontrava-se em 8º lugar na classificação geral a 26 segundos de Maniezzo.
Os escapados conseguiram levar a fuga até o final e decidiram a vitória da etapa no sprint: Maurício Knapp foi o mais rápido e cruzou a linha de chegada em primeiro. Um grupo de dois escapados chegou na 6ª e 7ª colocações antes que o pelotão do líder, reduzido para 14 ciclistas - e nenhum companheiro de equipe de Alan Maniezzo, que, portanto, esteve isolado nos quilômetros finais - alcançasse o fim da etapa, contendo não só o líder como os 5 primeiras ciclistas da classificação geral antes da etapa. O relógio apontou uma diferença de 31 segundos para o vencedor da etapa Knapp, o que significou que Gregory Panizo, que havia completado a etapa na 5ª colocação, com o mesmo tempo de Knapp, conquistou a vitória geral da prova. O ex-camisa rosa Alan Maniezzo ainda seria ultrapassado por André de Souza Almeida e Diego Ares na classificação geral, terminando o Giro do Interior na 4ª colocação, a 5 segundos de Panizo.
André de Souza Almeida, que venceu a meta volante do dia e foi segundo na etapa, obteve 12 pontos garantiu a vitória na classificação por pontos. Na classificação de montanha, 5 ciclistas terminaram empatados na liderança com 6 pontos. Os critérios de desempate definiram Otávio Bulgarelli como o vencedor da classificação. Na classificação por equipes, também houve troca de liderança, com a Funvic Brasilinvest - São José dos Campos ultrapassando o Clube DataRo de Ciclismo por apenas 8 segundos.
| Resultado Etapa 2 \| \| País \| Ciclista \| Equipe \| Tempo \| \| - \| ---- \| ---------------------- \| ----------------------------------------- \| ---------- \| \| 1 \| \| Maurício Knapp \| São Francisco Saúde - Ribeirão Preto \| 3h 02' 40" \| \| 2 \| \| André de Souza Almeida \| Funvic Brasilinvest - São José dos Campos \| m.t. \| \| 3 \| \| Otávio Bulgarelli \| Funvic Brasilinvest - São José dos Campos \| m.t. \| \| 4 \| \| Diego Ares \| GRCE Memorial - Prefeitura de Santos \| m.t. \| \| 5 \| \| Gregory Panizo \| Clube DataRo de Ciclismo \| m.t. \| |        |                        |                                           |            |
| | País   | Ciclista               | Equipe                                    | Tempo      |
| 1 | Brasil | Maurício Knapp         | São Francisco Saúde - Ribeirão Preto      | 3h 02' 40" |
| 2 | Brasil | André de Souza Almeida | Funvic Brasilinvest - São José dos Campos | m.t.       |
| 3 | Brasil | Otávio Bulgarelli      | Funvic Brasilinvest - São José dos Campos | m.t.       |
| 4 | Brasil | Diego Ares             | GRCE Memorial - Prefeitura de Santos      | m.t.       |
| 5 | Brasil | Gregory Panizo         | Clube DataRo de Ciclismo                  | m.t.       |

## Resultados Finais
| Classificação Geral após Etapa 2 (Resultado final) \| \| País \| Ciclista \| Equipe \| Tempo \| \| -- \| ---- \| ---------------------- \| ----------------------------------------- \| ---------- \| \| 1 \| \| Gregory Panizo \| Clube DataRo de Ciclismo \| 5h 56' 44" \| \| 2 \| \| André de Souza Almeida \| Funvic Brasilinvest - São José dos Campos \| + 2" \| \| 3 \| \| Diego Ares \| GRCE Memorial - Prefeitura de Santos \| + 2" \| \| 4 \| \| Alan Maniezzo \| São Lucas Saúde - Giant - Americana \| + 5" \| \| 5 \| \| João Marcelo Gaspar \| Ironage - Colner \| + 8" \| \| 6 \| \| Roberto Pinheiro \| Funvic Brasilinvest - São José dos Campos \| + 15" \| \| 7 \| \| Maurício Knapp \| São Francisco Saúde - Ribeirão Preto \| + 16" \| \| 8 \| \| Otávio Bulgarelli \| Funvic Brasilinvest - São José dos Campos \| + 17" \| \| 9 \| \| Antônio Nascimento \| Equipe Mista \| + 18" \| \| 10 \| \| José Jailson Diniz \| Route Bike - Giant Team \| + 19" \| |        |                        |                                           |            |
| | País   | Ciclista               | Equipe                                    | Tempo      |
| 1 | Brasil | Gregory Panizo         | Clube DataRo de Ciclismo                  | 5h 56' 44" |
| 2 | Brasil | André de Souza Almeida | Funvic Brasilinvest - São José dos Campos | + 2"       |
| 3 | Brasil | Diego Ares             | GRCE Memorial - Prefeitura de Santos      | + 2"       |
| 4 | Brasil | Alan Maniezzo          | São Lucas Saúde - Giant - Americana       | + 5"       |
| 5 | Brasil | João Marcelo Gaspar    | Ironage - Colner                          | + 8"       |
| 6 | Brasil | Roberto Pinheiro       | Funvic Brasilinvest - São José dos Campos | + 15"      |
| 7 | Brasil | Maurício Knapp         | São Francisco Saúde - Ribeirão Preto      | + 16"      |
| 8 | Brasil | Otávio Bulgarelli      | Funvic Brasilinvest - São José dos Campos | + 17"      |
| 9 | Brasil | Antônio Nascimento     | Equipe Mista                              | + 18"      |
| 10 | Brasil | José Jailson Diniz     | Route Bike - Giant Team                   | + 19"      |

|   | País   | Ciclista               | Equipe                                    | Pontos |
| - | ------ | ---------------------- | ----------------------------------------- | ------ |
| 1 | Brasil | André de Souza Almeida | Funvic Brasilinvest - São José dos Campos | 12 pts |
| 2 | Brasil | Alan Maniezzo          | São Lucas Saúde - Giant - Americana       | 10 pts |
| 3 | Brasil | Maurício Knapp         | São Francisco Saúde - Ribeirão Preto      | 10 pts |

|   | País   | Ciclista            | Equipe                                    | Pontos |
| - | ------ | ------------------- | ----------------------------------------- | ------ |
| 1 | Brasil | Otávio Bulgarelli   | Funvic Brasilinvest - São José dos Campos | 6 pts  |
| 2 | Brasil | Raphael Mendes      | Equipe UFF de Ciclismo                    | 6 pts  |
| 3 | Brasil | Antoelson Dornelles | São Francisco Saúde - Ribeirão Preto      | 6 pts  |

| Classificação de Equipes após Etapa 2 (Resultado final) \| \| País \| Equipe \| Tempo \| \| - \| ---- \| ----------------------------------------- \| ----------- \| \| 1 \| \| Funvic Brasilinvest - São José dos Campos \| 17h 51' 06" \| \| 2 \| \| Clube DataRo de Ciclismo \| + 8" \| \| 3 \| \| São Francisco Saúde - Ribeirão Preto \| + 22" \| |        |                                           |             |
| | País   | Equipe                                    | Tempo       |
| 1 | Brasil | Funvic Brasilinvest - São José dos Campos | 17h 51' 06" |
| 2 | Brasil | Clube DataRo de Ciclismo                  | + 8"        |
| 3 | Brasil | São Francisco Saúde - Ribeirão Preto      | + 22"       |

## Evolução dos Líderes
| Etapa | Vencedor            | Classificação Geral | Classificação de Pontos | Classificação de Montanha | Classificação por Equipes                 |
| ----- | ------------------- | ------------------- | ----------------------- | ------------------------- | ----------------------------------------- |
| P     | João Marcelo Gaspar | João Marcelo Gaspar | Sem resultados          | Sem resultados            | GRCE Memorial - Prefeitura de Santos      |
| 1     | Alan Maniezzo       | Alan Maniezzo       | Alan Maniezzo           | Raphael Mendes            | Clube DataRo de Ciclismo                  |
| 2     | Maurício Knapp      | Gregory Panizo      | André de Souza Almeida  | Otávio Bulgarelli         | Funvic Brasilinvest - São José dos Campos |
| Final | Final               | Gregory Panizo      | André de Souza Almeida  | Otávio Bulgarelli         | Funvic Brasilinvest - São José dos Campos |